# 松本ミトヒ。
松本ミトヒ。（まつもとミトヒ。、 3月3日 - ）は日本の漫画家。女性。
本名義『松本ミトヒ。』では一般向け作品を、『ミトヒ。』名義では成人向け作品を執筆している。また、過去には『北河遊哉』名義で同人活動やアンソロジー作品を執筆していた。
2005年頃から商業誌にアンソロジー作品が掲載されるようになり、商業での活動を開始する。2007年12月より『まんがタイムきららフォワード』で連載が開始された『メガミのカゴ』が、初のオリジナル連載作品となる。

## 作品リスト

### 漫画作品

#### 連載
- メガミのカゴ（『まんがタイムきららフォワード』2008年2月号[1] - 2010年1月号）
- ヤマダのオロチ（『月刊コミック電撃大王』2010年11月号 - 2012年1月号）
- カノジョ？としたい10のコト！〜クラスメイト♂だけどエア彼女？オトコの娘1人×男子6人の大所帯ラブコメ!?〜（『おと☆娘』Vol.6 - Vol.9） - 『非リア充集団がクラスメイトを女装させて彼女にしてみた』に収録。
- 勝利の女神だって野球したい!（『コミック アース・スター』2013年12月号 - 2014年12月号）
- ミハルウラララ～可愛すぎる親友の女装に俺は平静を装えない～（『モチコミ』2019年、『comipo』2021年8月 - 12月）
- 異世界同人活動記〜魔王と勇者をネタに神作家をめざします〜（『COMIC異世界ハーレム』Vol.4 - 連載中）

#### 読み切り
- 『クラスメイトの女装を手伝ったら可愛すぎて震えが止まらない件〜松本ミトヒ。 オトコの娘作品集〜』に収録
  - あとのまつり（『おと☆娘』Vol.1）
  - 天使の放物線 （『おと☆娘』Vol.2）
  - アクトレス （『おと☆娘』Vol.3）
  - 獅子座のボクと夏の夜空 （『おと☆娘』Vol.4）
- 『非リア充集団がクラスメイトを女装させて彼女にしてみた』に収録
  - アクトレス合宿編＋対決編 〜看板女優はオトコの娘？可愛すぎる日高先輩との部活ライフ再び！〜（『おと☆娘』2話分）　
  - 死神の憂鬱（『オトコの娘アンソロジー天真爛漫編』）

### 書籍
- 『メガミのカゴ』、芳文社〈まんがタイムKRコミックス〉2008年 - 2010年、全4巻
- 『ヤマダのオロチ』、アスキー・メディアワークス〈電撃コミックス〉2011年 - 2012年、全2巻
- 『クラスメイトの女装を手伝ったら可愛すぎて震えが止まらない件〜松本ミトヒ。 オトコの娘作品集〜』、ミリオン出版〈ミリオンコミックス80/おと☆娘SERIES〉2011年、短編集
- 『非リア充集団がクラスメイトを女装させて彼女にしてみた』、 ミリオン出版〈ミリオンコミックス/おと★娘SERIES〉、短編集
- 『正しいエースの攻略法』、一迅社〈REXコミックス〉2013年、短編集
- 『勝利の女神だって野球したい!』、アース・スター エンターテイメント〈アース・スター コミックス〉2014年、全1巻
- 『異世界同人活動記〜魔王と勇者をネタに神作家をめざします〜』、ぶんか社〈RK COMICS COMIC異世界ハーレム〉2024年 - 刊行中、既刊1巻

## 同人活動
個人による同人サークル(個人サークル)『T-NORTH』を主宰。コミックマーケットを拠点とした活動を行っており、主にはライトノベルやゲームなどの二次創作とオリジナル（男の娘）による漫画作品の発表を主領域としている。
この活動に関してはライトノベル『魔術士オーフェンシリーズ』(秋田禎信・著 / 草河遊也・画 / 富士見ファンタジア文庫・刊)の熱烈なファンとして知られ、同シリーズジャンルにおける大手サークルでもあった。同人におけるペンネームである「北河遊哉」も『オーフェンシリーズ』の挿絵画家である草河の名をもじったものである。
また製作したオーフェン同人誌を『オーフェンシリーズ』の作者である秋田へファンレターがわりに送った事もある。そのため同シリーズ『魔術士オーフェン 無謀編』第3巻のあとがきにはスペシャルサンクスとして「北河さんありがとう」と書かれている。なお、この事に関して北河(松本)は後年「自分の名が書かれていて(感激で)卒倒しかけた」とコメントしている。